# Johann Thois

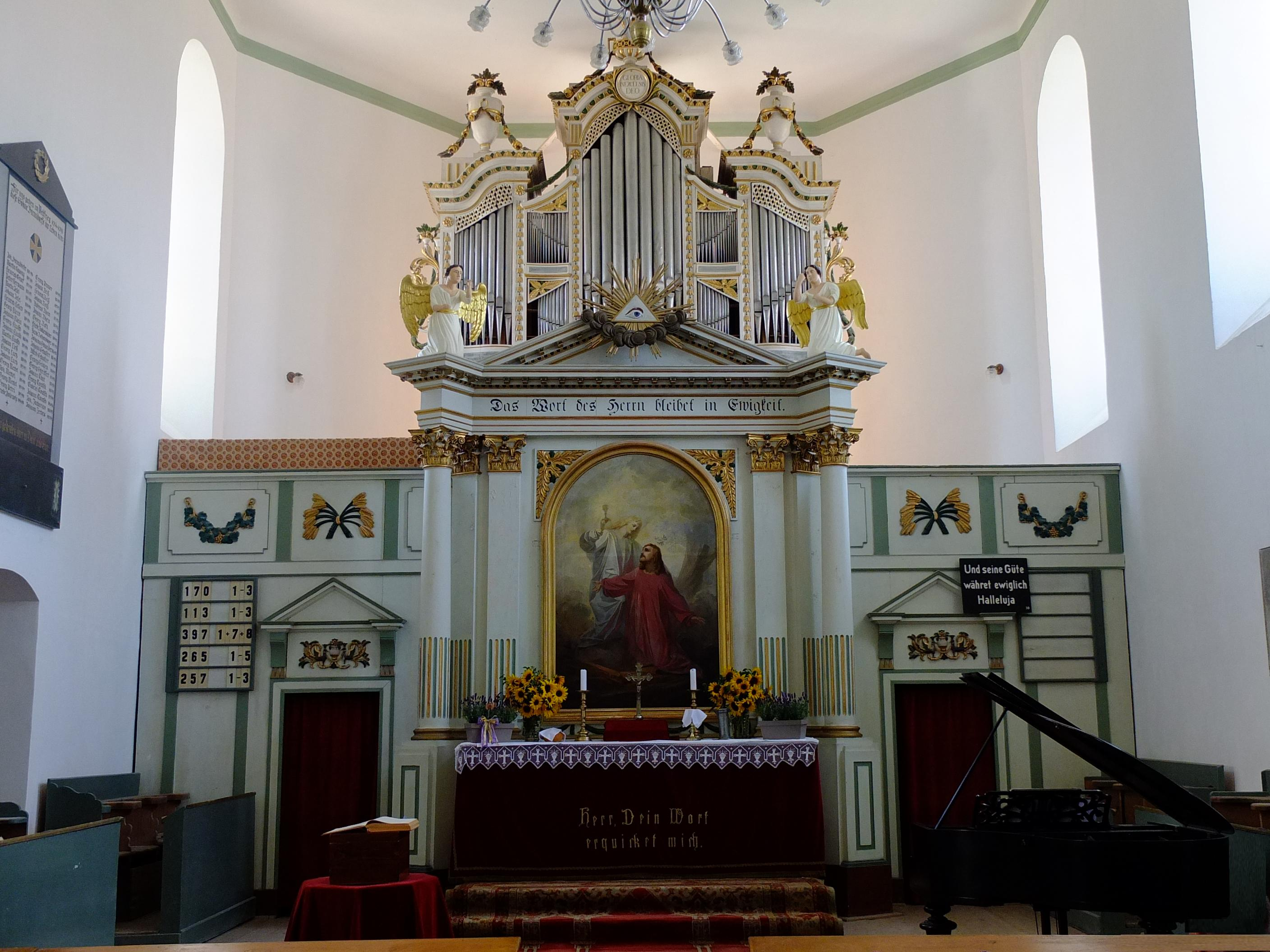
Orga Johann Thois (1816) din Bod

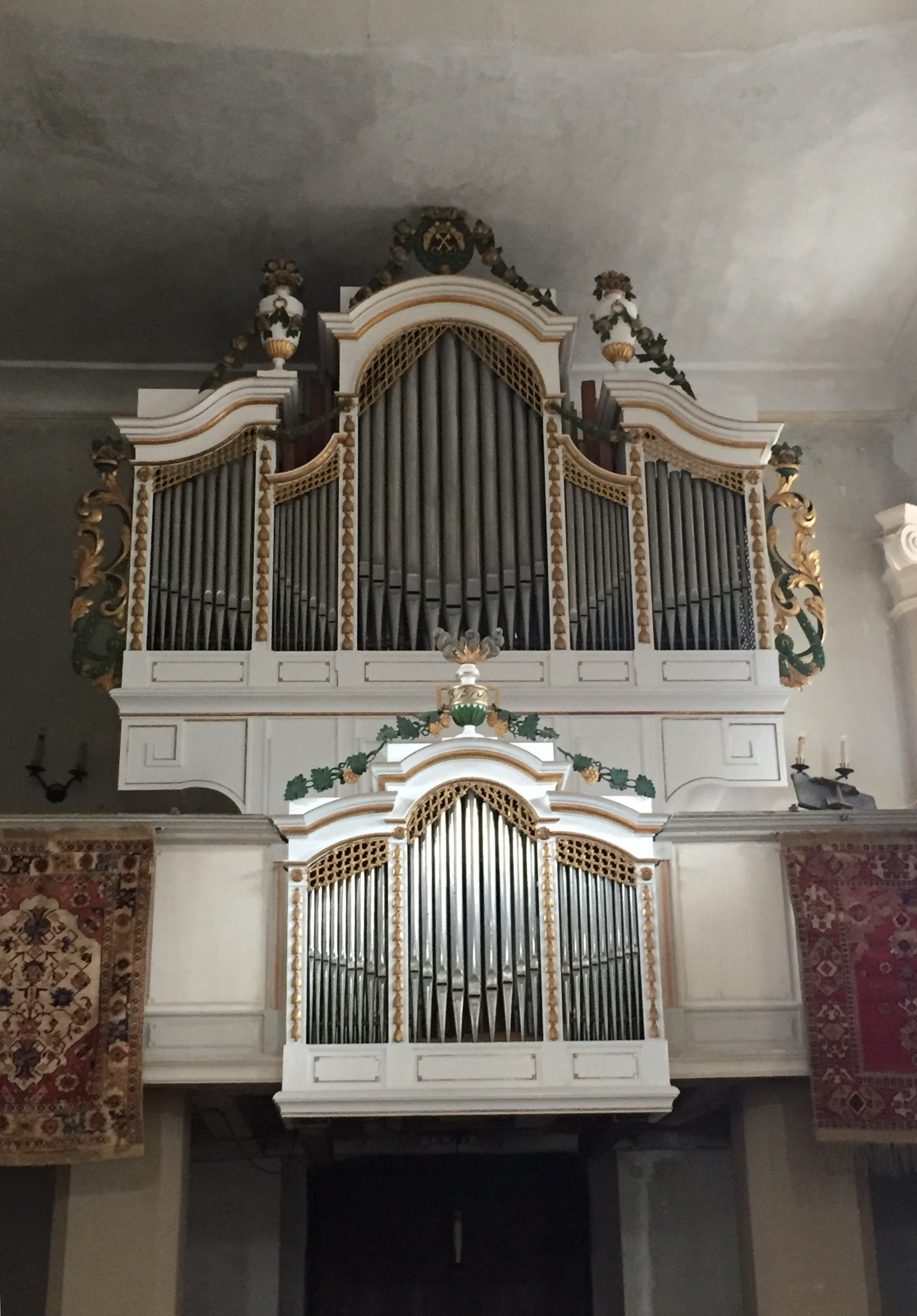
Orga Johann Thois (1826) din Sânpetru

Johann Thois (n. 1769, probabil Râșnov – d. 1830) a fost un constructor de orgi, sas, activ în Transilvania.
A făcut ucenicia la Viena, de unde a obținut un brevet care îi confirma terminarea uceniciei.
Din analiza dispunerii tuburilor și forma bufetului (carcasei) orgilor sale se constată paralelisme cu orgile construite de Johannes Prause (în a doua jumătate a secolului al XVIII-lea) și Johannes Hahn (1712–1783). Nu este exclusă și o perioadă de ucenicie în Transilvania.

## Orgi construite
Următoarele orgi au fost construite, parțial sau în totalitate, de Johann Thois, toate în biserici săsești din Transilvania:
- Hălchiu - Biserica fortificată din Hălchiu - tuburile și mecanismul de aprovizionare cu aer probabil de Johann Prause, 1785, bufetul de Johann Thois, 1808.
- Criț - Biserica fortificată din Criț, 1813.
- Bod - biserica evanghelică, 1816.
- Viscri -Biserica fortificată din Viscri, 1817.
- Apold - Biserica fortificată din Apold, 1822.
- Râșnov - Biserica evanghelică din Râșnov, tuburile și mecanica de Johann Prause, 1781, pozitivul și pedalierul adăugate de Thois în 1824.
- Sânpetru - Biserica fortificată din Sânpetru, 1826.
- Săcele Satulung-Joseni, - biserica reformată maghiară, începutul sec. 19.
- Alba Iulia - biserica reformată maghiară, începutul sec. 19.
- Rupea - Biserica fortificată din Rupea, nedatată, începutul sec. 19. S-a păstrat numai bufetul și o parte din tuburi.